# Pedro Celestino Luna
Pedro Celestino Luna Martínez fue un agricultor y político peruano. 
Fue elegido diputado suplente por la provincia de Calca entre 1872 y 1876 durante el gobierno de Manuel Pardo.